# Philippe Depreux
Philippe Depreux (* 28. März 1967 in Roubaix) ist ein französischer Mittelalterhistoriker.
Philippe Depreux wurde 1994 bei Olivier Guillot an der Universität Paris IV mit einer prosopographischen Untersuchung über die Zeit Ludwigs des Frommen promoviert. Der Hauptteil der Arbeit setzt sich aus 280 Artikeln zu geistlichen und weltlichen Personen zusammen, die in der Umgebung Ludwigs in den Quellen fassbar werden. Mit dieser Untersuchung leistete Depreux eine wichtige Vorarbeit für die künftige Edition der Urkunden Ludwigs des Frommen.
Nach einer Tätigkeit von 1996 bis 1998 an der Universität Lille III (Attaché temporaire d’enseignement et de recherche) war Depreux von 1998 bis 2003 Dozent für mittelalterliche Geschichte (Maître de conférences d’Histoire medievale) an der Universität Tours. Von 2003 bis 2006 war er Wissenschaftler an der Französischen Historischen Forschungsstelle (Mission Historique Française en Allemagne) in Göttingen. 2005 erfolgte seine Habilitation an der Universität Paris I. Von 2006 bis 2013 lehrte er als Professor für die Geschichte des Mittelalters an der Université de Limoges. Von 2007 bis 2012 war er Mitglied des Institut universitaire de France. 2013 hat er einen Ruf an die Universität Hamburg auf eine W3-Professur für Mittelalterliche Geschichte angenommen und trat damit zum Wintersemester 2013/14 die Nachfolge von Hans-Werner Goetz an. Er ist seit dem Wintersemester 2015/16 Betreuer des deutsch-französischen Studiengangs „HamBord“, ein integrierter deutsch-französischer Bachelorstudiengang den die Universität Hamburg und die Université Bordeaux Montaigne anbieten. Depreux ist Mitglied des Mediävistenverbands (seit 2004) und des Historikerverbands (seit 2014).
Depreux gilt als einer der führenden Karolinger-Experten. Dabei liegt der Schwerpunkt auf der Sozial- und Verfassungsgeschichte. Er arbeitet für die Monumenta Germaniae Historica gemeinsam mit Stefan Esders, Steffen Patzold und Karl Ubl an der Neuedition der karolingischen Kapitularien nach 814. Die „Regesta Regni Aquitaniae. Die Regesten des Königreichs Aquitanien unter Pippin I. und Pippin II. / Les régestes du royaume d’Aquitaine sous Pépin Ier et Pépin II“ werden unter der Leitung von Depreux und in Kooperation mit der „Deutschen Kommission für die Bearbeitung der Regesta Imperii e. V.“ und der Mainzer Akademie der Wissenschaften und der Literatur vorbereitet. Im März 2010 veranstaltete Depreux gemeinsam mit Irmgard Fees in Limoges eine internationale Tagung zum Thema „L’acte d’échange, du VIIe au XIIe siècle – Tauschgeschäft und Tauschurkunde vom 8. bis zum 12. Jahrhundert“. Die Beiträge wurden 2013 veröffentlicht. Zusammen mit Patzold hat er im September 2014 in Aachen die internationale Tagung „Politik und Versammlung im Frühmittelalter“ abgehalten. Im Oktober 2016 wurde das Langzeitvorhaben „Formulae – Litterae – Chartae“ mit einem Gesamtfördervolumen von 4,4 Mio. Euro von der Gemeinsamen Wissenschaftskonferenz bewilligt. Ziel ist die Aufarbeitung und kritische Edition frühmittelalterlicher Musterurkunden und -briefe sowie die Erforschung des formelhaften Schreibens im lateinischen Früh- und Hochmittelalter. Am 12. Januar 2017 hat das bis 31. Dezember 2031 angelegte geisteswissenschaftliche Projekt der Akademie der Wissenschaften in Hamburg unter der Leitung von Depreux seine Arbeit aufgenommen. 2022 wurde er zum Mitglied Akademie der Wissenschaften in Hamburg gewählt.

## Schriften (Auswahl)
Monografien
- Prosopographie de l’entourage de Louis le Pieux (781–840) (= Instrumenta. Bd. 1). Thorbecke, Sigmaringen 1997, ISBN 3-7995-7265-1 (Digitalisat).
- Charlemagne et les Carolingiens (687–987). Tallandier u. a., Paris 2002, ISBN 2-235-02320-7.
- Les sociétés occidentales du milieu du VIe à la fin du IXe siècle. Presses Universitaires de Rennes, Rennes 2002, ISBN 2-86847-715-1 (Rezension perspectivia.net).

Herausgeberschaften
- mit François Bougard, Régine Le Jan: Les élites et leurs espaces. Mobilité, rayonnement, domination (du VIe au XIe siècle) (= Collection Haut Moyen Âge. Bd. 5). Brepols, Turnhout 2007, ISBN 978-2-503-52611-9.
- Revolte und Sozialstatus von der Spätantike bis zur frühen Neuzeit. = Révolte et statut social de l’antiquité tardive aux temps modernes (= Pariser historische Studien. Bd. 87). Oldenbourg, München 2008, ISBN 978-3-486-58584-1.
- mit Irmgard Fees: Tauschgeschäft und Tauschurkunde vom 8. bis zum 12. Jahrhundert. = L’acte d’échange, du VIIIe au XIIe siècle (= Archiv für Diplomatik, Schriftgeschichte, Siegel- und Wappenkunde. Beihefte 13). Böhlau, Köln u. a. 2013, ISBN 978-3-412-21001-4.
- mit Stefan Esders: La productivité d’une crise / Produktivität einer Krise. Le règne de Louis le Pieux (814–840) et la transformation de l’Empire carolingien / Die Regierungszeit Ludwigs des Frommen (814–840) und die Transformation des karolingischen Imperiums (= Relectio. Karolingische Perspektiven. Bd. 1). Sigmaringen, Thorbecke 2018, ISBN 978-3-7995-2802-3.